# Gerard van der Laan
Gerard van der Laan, né le 9 juin 1844 à Heerenveen, et mort le 15 novembre 1915 à La Haye, est un artiste peintre et un aquarelliste.

## Biographie
Gerard van der Laan, né en 1844 à Heerenveen, est un peintre actif à La Haye.
Il meurt le 15 novembre 1915 à La Haye. 